# Karačajsko-čerkeská vlajka

Karačajsko-čerkeská vlajka
Poměr stran 1:2

Vlajka Karačajsko-Čerkeska, jedné z autonomních republik Ruské federace, je tvořena listem o poměru stran 1:2 se třemi vodorovnými pruhy: (světle)modrým, zeleným a červeným. Uprostřed, v zeleném pruhu, je umístěn úzký bílý prstenec (o průměru ⅓ šířky vlajky), v něm modré kruhové pole s bílou siluetou hory, za níž vychází žluté slunce se 16 paprsky – šest je úzkých a mezi nimi 5 zdvojených a širších. Barvy emblému se v různých zdrojích liší:
- Žlutý prstenec, zelené pole (zobrazen, commons)
- Emblém celý bílý v zeleném poli[2]
- Žlutý prstenec, horní část kruhového pole modrá, dolní zelená[3]

Modrá barva na vlajce symbolizuje mír, klid, jasné a dobré pohnutky; zelená přírodu, plodnost, bohatství, mládí a moudrost; červená teplo a duchovní blízkost mezi národy. Tři pruhy představují i hlavní etnické skupiny:
- Karačajevce (modrá)
- Iberokavkazské Čerkesy (zelená)
- Rusy a Ukrajince (červená)

Hora představuje dvojklaný vrchol Elbrusu, nejvyšší hory Ruské federace (nacházející se na hranici Karačajsko-Čerkeska a Kabardsko-Balkarska)

## Historie
Po Říjnové revoluci a vítězství sovětské moci byla roku 1922 zřízena Karačajsko-čerkeská autonomní oblast, která byla roku 1926 rozdělena na Karačajskou AO a Čerkeský národní okruh (od roku 1928 Čerkeskou AO). V období II. světové války (v letech 1942–1943) bylo území načas okupováno nacistickým Německem a po jeho osvobození byli Karačajové obviněni z kolaborace s Němci a násilně přesídleni do Střední Asie a jejich autonomní oblast byla zrušena. K revizi tohoto aktu došlo roku 1957 a karačajskému obyvatelstvu byl povolen návrat. Současně byla znovu vytvořena Karačajsko-čerkeská autonomní oblast v rámci Stavropolského kraje.
30. listopadu 1990 se konalo zasedání Karačajsko-čerkeské oblastní rady lidových poslanců, které vyhlásilo Karačajsko-čerkeskou SSR. 3. července 1991 tuto změnu schválil zákon RSFSR. Republika se tak stala autonomní republikou v rámci Ruské federace. Užívala se vlajka RSFSR z roku 1954 (až do 22. srpna 1991). Poté ji nahradila vlajka Ruské federace.
16. října 1992 byla republika přejmenována na Karačajsko-Čerkeskou republiku.

Vlajka Ruské SFSR v Karačajsko-Čerkesku (1991) Poměr stran: 1:2
Vlajka Ruské federace v Karačajsko-Čerkesku (1991–1994) Poměr stran: 2:3

3. února 1994 přijala Nejvyšší rada Karačajsko-Čerkeska usnesení č. 76-XXI o státní vlajce. Autorem vlajky byl Nazir Kušchov. Podobu vlajky zřejmě ovlivnila i vlajka karačajsko-čerkeské organizace Tjora.

## Vlajka karačajsko-čerkeského prezidenta
Vlajka karačajsko-čerkeského prezidenta je tvořena listem o poměru stran 1:1 se třemi vodorovnými pruhy: (světle)modrým, zeleným a červeným. Uprostřed vlajky je umístěn státní znak (přes všechny pruhy). Vlajka byla schválena dekretem prezidenta Karačajsko-Čerkeské republiky č. 128 ze dne 4. listopadu 2002.

Vlajka karačajsko-čerkeského prezidenta Poměr stran: 1:1

## Vlajky karačajsko-čerkeských okruhů a rajónů

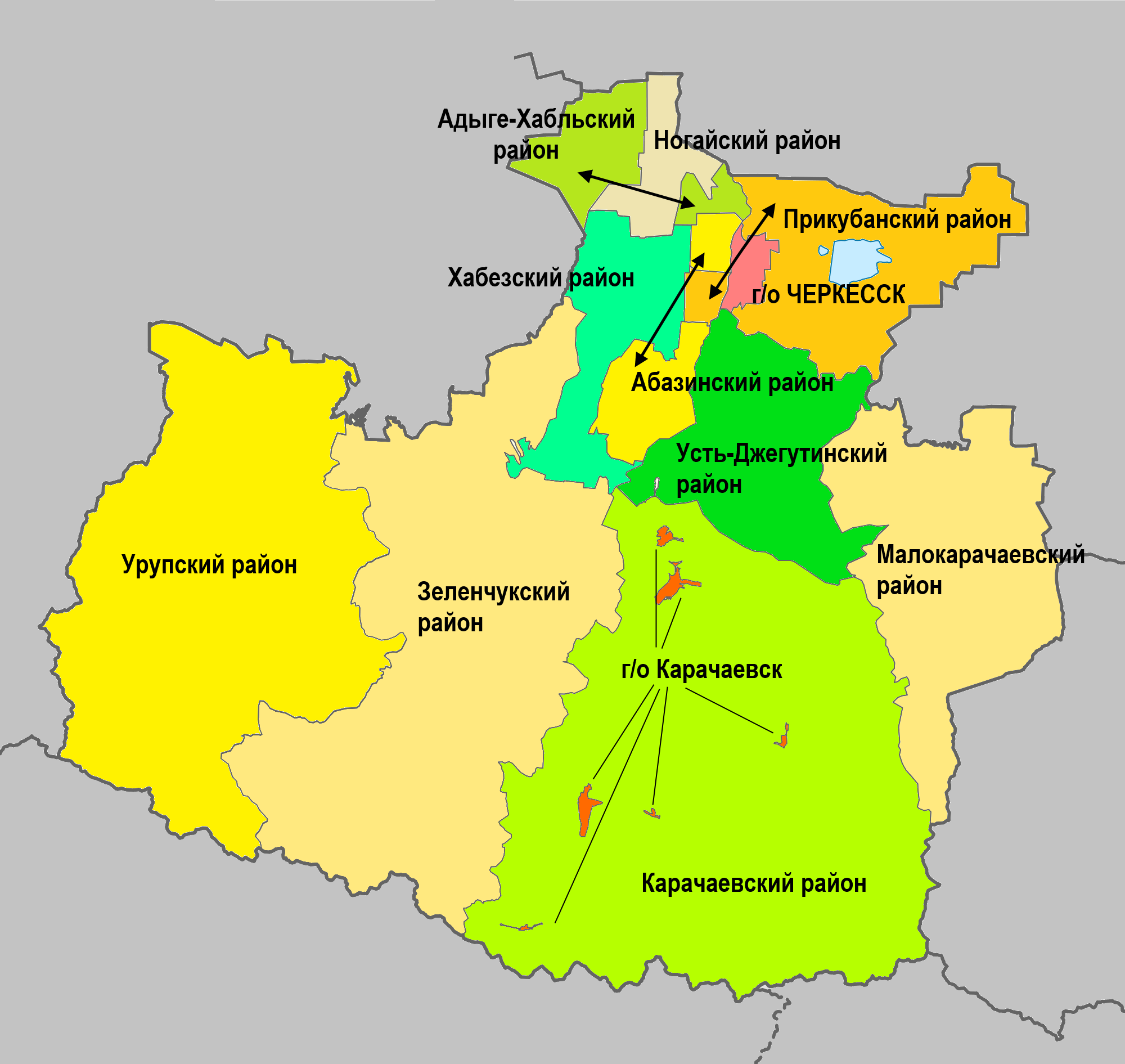
Administrativní členění Karačajsko-Čerkeska

Karačajsko-Čerkesko se člení na 2 městské okruhy a 10 rajónů. Není jasné, zda všechny subjekty užívají vlastní vlajku.
Rajóny

Abazinský rajón Poměr stran: 2:3
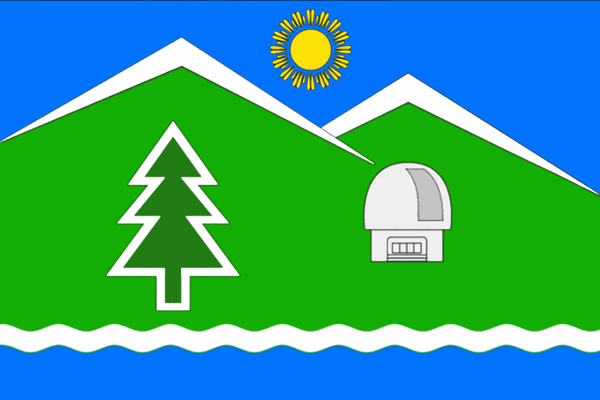
Zelenčukský rajón Poměr stran: 2:3
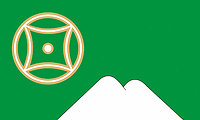
Karačajevský rajón Poměr stran: 3:5